# Tétange
Tétange (lb. Téiteng, niem. Tetingen) – wieś (Uertschaft) w południowym Luksemburgu, w kantonie Esch-sur-Alzette, w gminie Kayl. Do 3 października 2015 miejscowość leżała w dystrykcie Luksemburg. Liczy 4029 mieszkańców (1 stycznia 2023).